# Thecaphora saponariae
Thecaphora saponariae is een schimmel die behoort tot de familie Glomosporiaceae. Deze biotrofe parasiet komt voor op kruidachtige planten.

## Verspreiding
Thecaphora saponariae komt met name voor in Europa, maar is ook geregistreerd vanuit Noord-Amerika, Zuid-Amerika en Australië. Het komt uiterst zeldzaam voor in Nederland.